# Prosierola
Prosierola (лат. ) — род ос-бетилид из надсемейства Chrysidoidea (Bethylidae, Hymenoptera). 

## Распространение
Неарктика, Неотропика, Балтийский янтарь.

## Описание
Среднего размера осы-бетилиды. Отличаются метапектально-проподеальным комплексом с парой отметин в передней части и с крупным метапостнотальным проподеальным килем. Самки и самцы крылатые. Максиллярные щупики 5-члениковые, лабиальные щупики состоят из 3 сегментов (фомула щупиков 5,3).  Переднее крыло с 4 ячейками (R, 1Cu, C, 1M). В переднем крыле две замкнутые ячейки: медиальная и субмедиальная. Паразитоиды гусениц бабочек Pyralidae, Olethreutidae. Род был впервые выделен в 1905 году, а его валидный статус подтверждён в ходе ревизии, проведённой в 2018 году бразильскими энтомологами Magno S. Ramos и Celso O. Azevedo.

## Классификация
Около 10 видов, включая ископаемый из балтийского янтаря
- Prosierola cubana  Evans, 1964
- Prosierola flavicoxis  (Kieffer, 1904)
- Prosierola nasalis  (Westwood, 1874)
- Prosierola obliqua  Evans, 1964
- Prosierola rotunda  Schiffer & Azevedo, 2002
- Prosierola rufescens  Evans, 1964
- †Prosierola submersa  Brues, 1933